# Geographische Zeitschrift
Geographische Zeitschrift（ゲオグラフィッシェ・ツァイトシュリフト、地理学雑誌）は、ドイツで刊行されている人文地理学に特化した査読付きの学術雑誌。1895年に発行を開始し、現在はFranz Steiner Verlag社から出版されている。ドイツ語圏という限られた市場を持つゼネラリスト誌であり、国際的なインパクトは英語による専門誌に比べて小さい。